# 沈浩波
沈浩波（1976年—），江苏泰兴人，中国诗人，北京磨铁图书有限公司总裁。

## 生平
沈浩波1996年开始诗歌创作，毕业于北京师范大学中文系。1998年发表了《谁在拿90年代开涮》并在诗坛引发了诸多争议，后成为“民间写作”的代表人物之一。2000年与他人一起创办了《下半身》诗歌民刊形成了下半身写作流派。沈浩波曾经获得《2000年作家》杂志年度诗歌奖。

## 主要作品
- 《一把好乳》